# TV Typewriter
TV Typewriter — радиолюбительский алфавитно-цифровой терминал, позволявший отображать на экране телевизора две страницы текста размером 32×16 символов в верхнем регистре. Конструкция была разработана Доном Ланкастером (Don Lancaster) и её описание опубликовано в журнале Radio-Electronics в сентябре 1973 года. Публикация состояла из шести страниц общего описания устройства, но 16-страничный буклет с подробным описанием распространялся отдельно. Radio-Electronics продала тысячи копий подробного описания по цене 2 доллара США за копию. TV Typewriter считается важным достижением в компьютерной революции, наряду с микрокомпьютерами Mark-8 и Altair 8800.

## TVT I
Дон Ланкастер работал инженером в корпорации Goodyear Aerospace, занимаясь разработкой дисплеев высокого разрешения для военных применений. Он также был активным автором радиолюбительских разработок, публиковавшихся журналами Popular Electronics и Radio-Electronics. Работа в корпорации вдохновила Дона на создание его главного любительского проекта, дешёвого видеотерминала, ставшего известным как TV Typewriter. Так как микропроцессоры и микросхемы памяти были в то время дорогими, устройство было построено на дискретной ТТЛ-логике и сдвиговых регистрах в качестве памяти. По сравнению с профессиональными терминалами, стоившими более 1000 долларов, стоимость необходимых для сборки деталей, составлявшая 120 долларов, была очень низкой. Компания Southwest Technical Products продавала пустые печатные платы по цене 27 долларов и наборы из 8 основных микросхем по цене 49,5 долларов. Остальные компоненты должны были приобретаться любителями самостоятельно.
В ноябрьском номере журнала редакторы принесли извинения за задержки с рассылкой буклетов по TV Typewriter тысячам заказавших их читателей. Также был опубликован список поставщиков труднодоступных для приобретения компонентов. Дон Ланкастер также ответил на ряд вопросов читателей и дал ряд идей по дополнительным возможностям и областям применения TV Typewriter. В декабрьском номере были опубликованы исправления ошибок, допущенных в буклете. Эти материалы были включены в последующие тиражи буклета.
Малые габариты и высокая сложность схемы сделали TV Typewriter непростым проектом для любителей. Тем не менее, многие любители справились с изготовлением устройства, а некоторые из них подключили терминал к своим компьютерам на основе микропроцессора Intel 8008. В апреле 1975 года в газете Micro-8 было опубликовано шесть страниц с описанием модификаций и вариантов интерфейсов для подключения терминала к компьютерам Mark-8 и SCELBI. Оригинальная конструкция не включала последовательный интерфейс, модем и интерфейс для подключения магнитофона. Дон Ланкастер описал эти компоненты в журнале BYTE за сентябрь 1975 года и в его книге TV Typewriter Cookbook. Описание платы последовательного интерфейса, разработанной Роджером Смитом, было опубликовано в январе 1975 года в журнале Radio Electronics.

## Клавиатуры
В настоящее время компьютерные клавиатуры широко доступны. Они выпускаются в полностью собранном виде, имеют невысокую стоимость и стандартный интерфейс для подключения. В 1973 году клавиатуры были доступны в основном производителям компьютеров и терминалов. Излишки промышленных клавиатур были доступны для приобретения любителями, но они часто использовали кодировки, отличающиеся от стандарта ASCII, — например, ITA2 или EBCDIC. Конструкция и набор для сборки TV Typewriter project не включали клавиатуру. Устройство, показанное на обложке сентябрьского выпуска, демонстрировало ранее разработанный Доном Ланкастером проект клавиатуры, опубликованный в том же журнале в феврале 1973 года. Проект описывал изготовление 55-кнопочной клавиатуры вручную, включая изготовление пружин для кнопок. Многие любители модифицировали промышленные клавиатуры для получения кодов стандарта ASCII. Прототип TV Typewriter, изготовленный Доном Ланкастером, который в настоящее время находится в Музее компьютерной истории, использует промышленную клавиатуру с генератором кодов ASCII, схема которого была опубликована в журнале Radio-Electronics в феврале 1974 года. Материалы по генератору кодов также были включены в буклет по TV Typewriter.
В апреле 1974 года журнал Popular Electronics опубликовал описание полного набора для изготовления клавиатуры, разработанного Доном Ланкастером и продаваемым SWTPC по цене 39,5 долларов. Первая версия конструкции использовала простую РТЛ-логику для декодирования матрицы клавиш, но вскоре была доработана для использования специализированной микросхемы.

## Radio-Electronics
Popular Electronics и Radio-Electronics были крупнейшими радиолюбительскими журналами в 1960-х и 1970-х годах. В них ежемесячно публиковалась информация о новейших технологических достижениях. а также часто приводились детальные инструкции для самостоятельного изготовления аппаратуры с применением этих достижений.
Оба журнала начались с журнала Radio Amateur News, созданного Хьюго Гернсбеком в 1919 году. Гернсбек потерял Radio News в банкротстве 1929 года и немедленно создал журнал Radio Craft, чтобы конкурировать со своим предыдущим журналом. В 1950-х годах Radio Craft был переименован в Radio-Electronics, а Radio News в Electronics World. Из Radio News также появился журнал Popular Electronics, посвящённый радиолюбителям. В январе 1972 года компания Ziff Davis Publishing решила слить Electronics World с Popular Electronics. Изменения в редакторском составе Popular Electronics привели к тому, что многие их авторы начали публиковаться в Radio-Electronics. Среди этих авторов были Дон Ланкастер, Дэниел Мейер (Daniel Meyer), Форрест Мимс (Forrest Mims), Эд Робертс (Ed Roberts), Джон Симонтон (John Simonton) и другие. Между журналами шла активная конкуренция, и несколько лет лучшие проекты публиковались в Radio Electronics.
С июля 1970 по февраль 1974 года на обложке Radio-Electronics присутствовал теглайн «For Men With Ideas In Electronics» (для людей с идеями в электронике). Аудитория журналов, посвящённых электронике, большей частью была мужской. Опрос, проведённый Ziff-Davis в 1981 году, показал, что 97 % читателей были мужчинами. В апреле 1972 года на обложке не было теглайна, и было опубликовано письмо от читательницы, названное «Women With Ideas In Electronics» (женщина с идеями в электронике). Редакторы попросили читателей предложить более подходящие варианты теглайна. Со следующего выпуска и до начала 1974 года использовался предыдущий теглайн, после чего он был изменён на «The Magazine with New Ideas in Electronics» (журнал с новыми идеями в электронике). Последним оскорблением феминистского движения стала обложка номера за июнь 1974 года, на которой была изображена девушка в бикини у бассейна, рядом с гитарным усилителем, являвшимся проектом месяца.

## TVT II — терминал CT-1024
Сложность изготовления оригинального TV Typewriter и прекращение производства некоторых используемых в нём микросхем привели к решению Southwest Technical Products произвести обновление конструкции. Новый вариант был описан в журнале Radio Electronics под названием TV Typewriter II. На этот раз читателям не нужно было покупать буклет с подробным описанием, вся информация была опубликована в шести номерах журнала, начиная с февраля 1975 года.
Дэниел Мейер из SWTPC поручил Эду Коллу (Ed Colle), который разрабатывал терминалы в компании Datapoint, создать новый вариант TV Typewriter. Терминал SWTPC CT-1024 Terminal отображал 16 строк по 32 символа без возможности прокрутки. Конструкция использовала распространённые микросхемы ТТЛ-логики и микросхемы статического ОЗУ 2102. Печатные платы были разведены с большим расстоянием между компонентами и широкими дорожками, что упрощало сборку. Полный набор дополнительных плат включал последовательный интерфейс. Клавиатура была основана на конструкции Дона Ланкастера, остальная часть устройства была разработана Эдом Коллом.
Разработка была закончена в конце 1974 года, и в декабре того же года наборы были готовы к продаже. Первая реклама CT-1024 была опубликована в январском номере Popular Electronics рядом со статьёй, посвящённой компьютеру Altair 8800. Терминал стал очень успешным, так как полный набор со всеми дополнениями стоил всего 275 долларов. В 1977 году на замену CT-1024 был выпущен терминал CT-64, имевший возможность прокрутки и отображавший 64 символа в строке, в нижнем и верхнем регистрах.

## Книга TV Typewriter Cookbook
На 1975 год Дон Ланкастер опубликовал более 100 статей в таких журналах, как Popular Electronics и Radio-Electronics. Он также написал книгу о разработке цифровых устройств на основе РТЛ-логики, «RTL Cookbook», изданную в 1968 году. РТЛ-логика была ранней технологией, применявшейся в цифровых микросхемах, и была заменена ТТЛ-логикой, поэтому в 1974 году была опубликована новая книга Дона Ланкастера, «TTL Cookbook». Она издавалась на протяжении 20 лет, был продан миллион экземпляров.
Оригинальная конструкция TV Typewriter была разработана до появления дешёвых микросхем ОЗУ, и вскоре устарела. Дон Ланксатер усовершенствовал конструкцию и в 1976 году опубликовал книгу «TV Typewriter Cookbook», описывающую процесс разработки компьютерного видеотерминала и новую конструкцию. Книга была частично опубликована в первых номерах журнала Byte.
1. Некоторые основы (Some Basics)
2. Микросхемы для использования в TVT (Integrated Circuits for TVT use)
3. Память (Memory)
4. Тайминги системы — расчёт и схемы (System Timing — Calculation and Circuits)
5. Схемы курсора и обновления (Cursor and Update Circuits)
6. Клавиатуры и шифраторы (Keyboards and Encoders)
7. Последовательные интерфейсы (Serial Interfaces)
8. Телевизионные интерфейсы (Television Interfaces)
9. Печать и цветная графика (Hard Copy and Color Graphics)

Эта книга помогла многим любителям и профессионалам в разработке видеотерминалов для домашних компьютеров. Интерфейс для подключения магнитофона из 7 главы стал основой стандарта Kansas City Standard. Схемы в книге не использовали микропроцессор, только дискретную ТТЛ-логику. Книга TV Cheap Video Cookbook (1978) описывала конструкцию TVT 6 5/8, которая могла работать с процессором 6502 или 6800 и предназначалась для микрокомпьютера KIM-1.
На обложке оригинального буклета по TV Typewriter была показана ASCII-клавиатура, разработанная Доном Ланкастером и продававшаяся компанией Southwest Technical Products. Ранняя сеть компьютерных магазинов Byte Shop добавила через издателя свой логотип на обложки и продавала книги TTL Cookbook и TV Typewriter Cookbook в своих магазинах. Обложка последующей редакции была оформлена для магазинов RadioShack. Девятый тираж первой редакции книги был выпущен в 1983 году.

## Публикации
Книги
- Lancaster, Don[англ.]. RTL Cookbook (неопр.). — First edition. — Indianapolis, IN: SAMS Publishing, 1969. — ISBN 0-672-20715-X.
- Lancaster, Don. TTL Cookbook (неопр.). — First edition. — Indianapolis, IN: SAMS Publishing, 1974. — ISBN 0-672-21035-5.
- Lancaster, Don. TV Typewriter Cookbook (неопр.). — First edition. — Indianapolis, IN: SAMS Publishing, 1976. — ISBN 0-672-21313-3.
- Lancaster, Don. The Cheap Video Cookbook (неопр.). — First edition. — Indianapolis, IN: SAMS Publishing, 1978. — ISBN 0-672-21524-1.

Инструкции по изготовлению TVT I
- Lancaster, Don. Low-Cost Keyboards (англ.) // Radio-Electronics[англ.] : magazine. — New York: Gernsback Publications, 1973. — February (vol. 44, no. 2). — P. 54—57, 87—88.
- Lancaster, Don. ASCII Keyboard Encoder (англ.) // Radio-Electronics[англ.] : magazine. — New York: Gernsback Publications, 1973. — April (vol. 44, no. 4). — P. 55—59.
- Lancaster, Don. TV Typewriter (англ.) // Radio-Electronics[англ.] : magazine. — New York: Gernsback Publications, 1973. — September (vol. 44, no. 9). — P. 43—52.
- Editors. TV Typewriter Notes and Comments (англ.) // Radio-Electronics[англ.] : magazine. — New York: Gernsback Publications, 1973. — November (vol. 44, no. 11). — P. 16, 22.
- Lancaster, Don. TV Typewriter Corrections (англ.) // Radio-Electronics[англ.] : magazine. — New York: Gernsback Publications, 1973. — December (vol. 44, no. 12). — P. 16, 22.
- Lancaster, Don. Build Improved ASCII Encoder (англ.) // Radio-Electronics[англ.] : magazine. — New York: Gernsback Publications, 1974. — February (vol. 45, no. 2). — P. 59—61, 92—96.
- Garlan, Herman. FCC Warning (англ.) // Radio-Electronics[англ.] : magazine. — New York: Gernsback Publications, 1974. — March (vol. 45, no. 3). — P. 86.
- Lancaster, Don. ASCII Keyboard and Encoder (англ.) // Popular Electronics : magazine. — New York: Ziff-Davis Publishing, 1974. — April (vol. 5, no. 2). — P. 27—31.
- Smith, Roger. UART and Modem for TV Typewriter (англ.) // Radio-Electronics[англ.] : magazine. — New York: Gernsback Publications, 1975. — February (vol. 46, no. 2). — P. 51—53.

Инструкции по изготовлению TVT II
- Colle, Ed. TV Typewriter II (англ.) // Radio-Electronics[англ.] : magazine. — New York: Gernsback Publications, 1975. — February (vol. 46, no. 2). — P. 27—30.
- Colle, Ed. TV Typewriter II, Part 2 (англ.) // Radio-Electronics[англ.] : magazine. — New York: Gernsback Publications, 1975. — March (vol. 46, no. 3). — P. 56—58.
- Colle, Ed. TV Typewriter II, Part 3 (англ.) // Radio-Electronics[англ.] : magazine. — New York: Gernsback Publications, 1975. — April (vol. 46, no. 4). — P. 61—63, 86,87,90.
- Colle, Ed. TV Typewriter II Screen-read Board (англ.) // Radio-Electronics[англ.] : magazine. — New York: Gernsback Publications, 1975. — September (vol. 46, no. 9). — P. 56,57,76,77.
- Colle, Ed. TV Typewriter II Manual Cursor Board (англ.) // Radio-Electronics[англ.] : magazine. — New York: Gernsback Publications, 1975. — November (vol. 46, no. 11). — P. 61—63, 86,87,90.
- Colle, Ed. Serial Interface For TVT II (англ.) // Radio-Electronics[англ.] : magazine. — New York: Gernsback Publications, 1976. — April (vol. 47, no. 4). — P. 60—62, 80,81.

Инструкции по изготовлению TVT-6
- Lancaster, Don. Build the TVT-6: A Low Cost Direct Video Display (англ.) // Popular Electronics : magazine. — New York: Ziff-Davis Publishing, 1977. — July (vol. 12, no. 1). — P. 47—52.
- Lancaster, Don. Build the TVT-6: Part II (англ.) // Popular Electronics : magazine. — New York: Ziff-Davis Publishing, 1977. — August (vol. 12, no. 2). — P. 49—54. Has video software written in 6502 assembly language for the KIM-1 microcomputer.
- Lancaster, Don. Hex to ASCII Converter for Your TVT-6 (англ.) // Popular Electronics : magazine. — New York: Ziff-Davis Publishing, 1977. — October (vol. 12, no. p. 4). — P. 49—52.

Публикации книги TV Typewriter Cookbook в журнале BYTE
- Lancaster, Don. Serial Interface (англ.) // BYTE : magazine. — Peterborough NH: Green Publishing, 1975. — September (vol. 1, no. 1). — P. 22—37.
- Lancaster, Don. Television Interface (англ.) // BYTE : magazine. — Peterborough NH: Green Publishing, 1975. — October (vol. 1, no. 2). — P. 20—33.
- Lancaster, Don. The In and Outs of Volatile Memories (англ.) // BYTE : magazine. — Peterborough NH: Green Publishing, 1975. — November (vol. 1, no. 3). — P. 12—17.
- Lancaster, Don. Read Only Memory Technology (англ.) // BYTE : magazine. — Peterborough NH: Green Publishing, 1975. — December (vol. 1, no. 4). — P. 64—69.